# Мілан Гнілічка
Мілан Гнілічка (чеськ. Milan Hnilička; нар. 25 червня 1973, Літомержіце, Чехословаччина) — чеський хокеїст, воротар. Олімпійський чемпіон і чемпіон світу.

## Клубна кар'єра
У чемпіонатах Чехословаччини і Чехії виступав з 1989 по 2010 рік (з перервами). Захищав кольори «Польді», «Спарти», «Ліберця» і «Славії». Всього в лізі провів 510 матчів.
В 1991 році, на драфті новачків Національної хокейної ліги, був обраний у четвертому раунді клубом «Нью-Йорк Айлендерс». Через рік поїхав до Північної Америки. У першому сезоні виступав за канадську команду юніорської Західної хокейної ліги «Свіфт-Керрент Бронкос», у двох наступних — за клуби Інтернаціональної хокейної ліги «Солт-Лейк Голден Іглз» і «Денвер Гріззліс».
Milan Hnilička Liberec.jpg
Повернувся на американський континент у 1999 році. За п'ять сезонів у Національній хокейній лізі захищав кольори «Нью-Йорк Рейнджерс», «Атланта Трешерс» і «Лос-Анджелес Кінгс». Всього у регулярних чемпіонатах провів 121 матч. Паралельно грав за фарм-клуби з Американської хокейної ліги «Гартфорд Вулвс Пек», «Чикаго Вулвс» і «Манчестер Монархс». У складі «Гартфорд Вулвс Пек» став володарем кубку Колдера.
Частину сезона 2007/08 виступав за «Салават Юлаєв» і здобув титул чемпіона Росії.

## Виступи у збірних
У складі юніорської збірної Чехословаччини чемпіон (1991) і бронзовий призер (1990) чемпіонатів Європи, а з молодіжною — здобув бронзову нагороду на чемпіонаті світу 1991 року. За національну команду провів два поєдинки в 1991 році. Учасник кубку Канади 1991 і резервний голкіпер на чемпіонаті світу 1992.
За збірну Чехії виступав з 1996 по 2008 рік. Був у складі на Олімпіадах у Нагано, Солт-Лейк-Сіті і Турині. Чемпіон 1998 року і бронзовий призер 2006. На перших двох турнірах Мілан Гнілічка і Роман Чехманек були дублерами Домініка Гашека, а 2006 року — провів три матчі.
Учасник восьми чемпіонатів світу: 1997, 1998, 1999, 2001, 2002, 2005, 2006, 2008. Тричі здобував золоті нагороди. Одного разу був срібним призером, тричі — бронзовим. У 2001 році був визнаний найкращим голкіпером світової першості. На Олімпійських іграх і чемпіонатах світу провів 51 поєдинок, а всього у складі збірної Чехії брав участь у 104 матчах.

## Досягнення

### Командні
- Олімпійський чемпіон (1): 1998
- Бронзовий призер Олімпійських ігор (1): 2006
- Чемпіон світу (3): 1999, 2001, 2005
- Срібний призер чемпіонату світу (1): 2006
- Бронзовий призер чемпіонату світу (2): 1992, 1997, 1998
- Чемпіон Росії (1): 2008
- Володар кубку Колдера (1): 2000
- Півфіналіст чемпіонату Чехії (3): 1999, 2005, 2007

### Особисті
- Найкращий воротар чемпіонату світу (1): 2001